# Миллер, Гари
Га́ри Ли Ми́ллер (англ. Gary Miller) — американский математик, профессор информатики университета Карнеги — Меллона.

## Биография
В 2003 году совместно с тремя другими учёными получил премию Канеллакиса за создание теста Миллера — Рабина — самого быстрого алгоритма для одностороннего вероятностного тестирования простоты чисел.
Также стал действительным членом ACM в 2002 году и лауреатом Премии Кнута в 2013 году.
Защитил докторскую диссертацию в Калифорнийском университете в Беркли в 1975 году под руководством Мануэля Блюма с диссертацией «Гипотеза Римана и проверка простоты чисел» («Riemann’s Hypothesis and Tests for Primality»).
Помимо теории чисел, работал в области вычислительной геометрии и прикладных вычислений, а также вероятностных и параллельных алгоритмов.